# Oluf Vind
Oluf (Ole) Vind (1590 i Hyllinge ved Roskilde – 18. august 1646) var en dansk præst.
Vind var sognepræst ved Helligaandskirken i København og vandt sig et navn ved sin djærve og frimodige prædikemåde (jfr. Grundtvigs Mester Ole Vind). 1642 kaldtes han til Vor Frue, og tre år efter blev han hofprædikant.